# Кочина Пелагея Яківна
Пелагея Яківна Кочина (Полубарінова-Кочина) — (народилася 13 травня 1899, село Верхній Хутір, Царьовій повіт, Астраханська губернія — померла 3 липня 1999 — Москва) — радянський вчений у галузі математики, гідродинаміки, динамічної метеорології, механіки,академік Академії наук СРСР, Герой Соціалістичної Праці.

## Віхи життя
Кочина Пелагея Яківна закінчила Бестужевські курси у Петрограді.
У 1921 році закінчила Петроградський університет. У 1933 році отримала учене звання професора.
У 1940 році отримала науковий ступінь доктора фізико — математичних наук.
У 1925 році Пелагея Яківна вийшла заміж за Кочина Миколая Євграфовича (1901—1944) — радянський механік, геофізик, математик, академік АН СРСР (1939). У них народились дві доньки.
З 1946 року член-кореспондент АН СРСР.
З 1958 року дійсний член АН СРСР.

## Трудова діяльність
З 1919 року Кочина П. Я. працювала в Головній геофізичній обсерваторії у Ленінграді.
Викладала в навчальних закладах Москви та Санкт-Петербурга:
У 1925—1931 роках викладала математику в Петербурзькому державному університеті шляхів сполучення.
У 1931—1935 роках у Московському Інституті інженерів цивільного повітряного флоту.
У 1935—1937 роках — П. Я. Кочина працювала завідувачкою кафедри вищої математики Московського гідрометеорологічного інституту, одночасно в 1935—1939 роках — Старшим науковим співробітником Математичного інституту імені Стеклова Академії Наук СРСР.
У 1937—1941 роках — Завідувала кафедрою математики Московського авіаційного технологічного інституту.
У 1939—1959 роках працювала в Московському Інституті механіки АН СРСР.
У 1941—1947 роках — Професор кафедри вищої математики Московський нафтовий інститут імені І. М. Губкіна.
З 1959—1970 роках працювала у Новосибірську в Інституті гідродинаміки СВ Академії наук СРСР та Новосибірському державному університеті.
Повернувшись до Москви у 1970—1987 роках, працювала в Інституті проблем механіки Академії наук СРСР.

## Сфера діяльності
Основні її наукові праці відносяться до теорії фільтрації, динамічної метеорології, теорії припливів, гідроаеромеханіки. Вона розв'язала ряд задач, що стосуються руху ґрунтових вод та нафти в поруватих середовищах.
Її математичні роботи відносяться до диференціальних рівнянь приватних похідних.
Кочина П. Я. була редактором першого зібрання творів С. В. Ковалевської, життю та творчістю якій присвятила ряд праць. Вона є автором книг та статей про  К. Вейєрштрасса,  О. Ю. Шмідта та інших діячів науки, а також мемуарів про свого чоловіка
Кочина Миколу Євграфовича.

## Наукові праці
Кочина Пелагея Яківна є автором понад 200 опублікованих наукових праць (з них 17 монографій), та ряду статей в науково-популярних виданнях.
Основні роботи:
«Теорія руху ґрунтових вод» (1977);
"Вибрані праці. Гідродинаміка і теорія фільтрації "(1991).

## Відзнаки та нагороди
Кочина Пелагея Яківна нагороджена:
- Орденом Трудового Червоного прапора (1945);

- Чотирма орденами Леніна (1953, 1960, 1967, 1969);

- Орденом Жовтневої Революції (1975);

- Орденом Дружби народів (1979);

- Орденом Дружби (1994);

- Орденом «За заслуги перед Вітчизною» III ступеня (1999);

- Лауреат Сталінської премії (1946);

- Лауреат Державної премії СРСР (1973);

- Герой Соціалістичної праці (1969);

- Золотою медаллю «Серп та молот» (1969);

- Золотою медаллю ім. М. В. Келдиша — за цикл робіт з гідродинаміки і теорії фільтрації (1996);

- Медалями.